# Stade Rennais FC

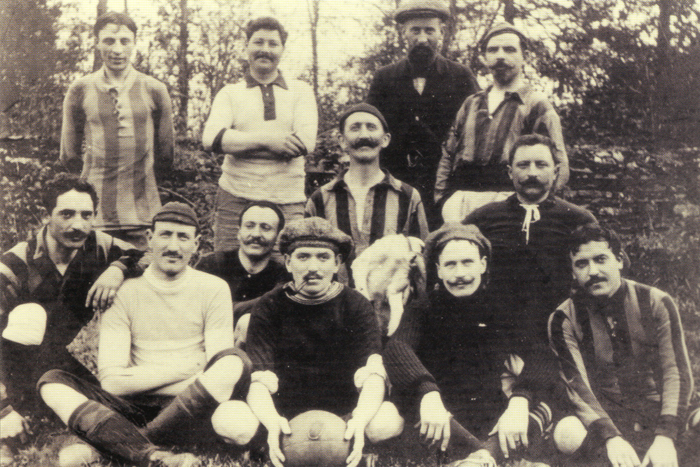
Stade Rennais 1904.

Stade Rennais Football Club, oftast kallad Stade Rennais eller bara Rennes, är en fotbollsklubb i Rennes i Frankrike. Hemmamatcherna spelas på Roazhon Park och den värsta rivalen är FC Nantes. Matcherna mellan dem kallas för Derby Breton.
Klubben blev säsongen 2005/06 kallad "svenskklubben" i franska ligan för att Erik Edman, Andreas Isaksson och Kim Källström då fanns i truppen.

## Historia
Klubben grundades 1901 och är en av grundarna till dagens Ligue 1 som kom igång säsongen 1932/33. Innan dess hade klubben grundade Ligue de Bretagne de football som var ett regionalt ligaförbund i Bretagne. Klubben har vunnit Coupe de France tre gånger, 1965, 1971 och 2019 och har som bäst slutat trea i ligan vilket var säsongen 2019/20 efter att säsongen blev inställd efter 28 omgångar p.g.a den rådande pandemin. Sedan 1998 ägs klubben av Groupe Artémis som grundades av en av världens rikaste personer François Pinault. Klubben är även väldigt känd för att producera talanger och spelare som Sylvain Wiltord, Ousmane Dembélé, Yoann Gourcuff och Eduardo Camavinga har kommit upp igenom akademin.

## Spelare

### Spelartrupp
| Nr | Land      | Pos | Namn                |
| -- | --------- | --- | ------------------- |
| 1  | Frankrike | MV  | Romain Salin        |
| 3  | Frankrike | F   | Adrien Truffert     |
| 5  | Frankrike | F   | Loïc Badé           |
| 6  | Marocko   | F   | Nayef Aguerd        |
| 7  | Frankrike | A   | Martin Terrier      |
| 8  | Frankrike | MF  | Baptiste Santamaria |
| 9  | Frankrike | A   | Serhou Guirassy     |
| 10 | Ghana     | A   | Kamaldeen Sulemana  |
| 11 | Belgien   | A   | Jérémy Doku         |
| 14 | Frankrike | MF  | Benjamin Bourigeaud |
| 16 | Senegal   | MV  | Alfred Gomis        |
| 17 | Frankrike | A   | Loum Tchaouna       |
| 18 | Frankrike | A   | Matthis Abline      |
| 19 | Frankrike | A   | Andy Diouf          |
| 20 | Frankrike | MF  | Flavien Tait        |

| Nr | Land           | Pos | Namn             |
| -- | -------------- | --- | ---------------- |
| 21 | Kroatien       | MF  | Lovro Majer      |
| 22 | Frankrike      | F   | Lorenz Assignon  |
| 23 | Frankrike      | F   | Warmed Omari     |
| 24 | Frankrike      | A   | Gaëtan Laborde   |
| 25 | Norge          | F   | Birger Meling    |
| 26 | Frankrike      | MF  | Lesley Ugochukwu |
| 27 | Mali           | F   | Hamari Traoré    |
| 28 | Frankrike      | MF  | Jonas Martin     |
| 30 | Kongo-Kinshasa | MV  | Pépé Bonet       |
| 39 | Frankrike      | A   | Mathys Tel       |
| 40 | Turkiet        | MV  | Doğan Alemdar    |
| —  | Frankrike      | F   | Jérémy Gelin     |
| —  | Senegal        | A   | M'Baye Niang     |
| —  | Turkiet        | A   | Metehan Güçlü    |

### Utlånade spelare
| Nr | Land      | Pos | Namn                                                  |
| -- | --------- | --- | ----------------------------------------------------- |
|    | Frankrike | A   | Franck Rivollier (i Stade Briochin till 30 juni 2022) |
|    | Kamerun   | MF  | James Léa Siliki (i Middlesbrough till 30 juni 2022)  |

| Nr | Land      | Pos | Namn                                     |
| -- | --------- | --- | ---------------------------------------- |
|    | Frankrike | A   | Yann Gboho (i Vitesse till 30 juni 2022) |

### Pensionerade nummer
| Nr | Spelare      | Nationalitet | Position  | Debut i Rennes  | Sista match    |
| -- | ------------ | ------------ | --------- | --------------- | -------------- |
| 29 | Romain Danzé | Frankrike    | Högerback | 4 november 2006 | 7 januari 2018 |

### Svenska spelare
- Jakob Johansson (2018–2020)
- Ola Toivonen (2014–2016)
- Petter Hansson (2007–2010)
- Erik Edman (2005–2008)
- Andreas Isaksson (2004–2006)
- Kim Källström (2003–2006)
- Nadir Benchenaa (2000–2003)
- Pär Bengtsson (1953–1955)

## Meriter
- Ligue 2 (2): 1955/56, 1982/83
- Coupe de France (3): 1964/65, 1970/71, 2018/19
- Trophée des Champions (1): 1971
- Intertotocupen (1): 2008
- Uefa Europa League: Åttondelsfinal 2018/19